# Rosin
Rosiner er tørrede vindruer. De anvendes ofte i madlavning, som snack eller i kager.
Som meget andet tørret frugt anses rosiner for at være en relativt sund snack, da frugt generelt indeholder mange vitaminer og fibre. Imidlertid indeholder den tørrede frugt samme mængde sukker som frugt, der ikke er tørret, og det relative sukkerindhold er derfor ret højt.